# Гуревич, Татьяна Михайловна
Татья́на Миха́йловна Гуре́вич (р. 28 декабря 1945 г., Москва) — советский российский лингвист, востоковед-японист, кандидат филологических наук, доктор культурологии, профессор МГИМО МИД РФ.

## Биография
Гуревич Татьяна Михайловна родилась 28 декабря 1945 г. в Москве. В 1963 г. поступила на филологический факультет Московского государственного университета. В 1968 г. окончила отделение структурной и прикладной лингвистики филологического факультета.
В 1971—1984 гг. преподавала в Высшей школе КГБ. В 1976 г. в Институте стран Азии и Африки МГУ защитила кандидатскую диссертацию «К вопросу о просодических явлениях в японском языке: экспериментальное исследование». В 1985—1993 гг. преподавала на Высших курсах иностранных языков Министерства иностранных дел СССР (РФ). С 1995 г. — доцент. В 1993 г. перешла в МГИМО МИД РФ, где с 1998 по 2011 г. являлась заведующей кафедрой японского, корейского, монгольского и индонезийского языков. С 2011 г. — профессор кафедры.
В 2006 г. защитила докторскую диссертацию на тему «Лингвокультурологический анализ концептосферы ЧЕЛОВЕК в японской языковой картине мира», став доктором культурологии.
Преподаёт японский язык, ведет спецкурсы «Японская лингвокультура» и «Деловая коммуникация в Японии».
Член Совета межрегиональной общественной организации «Ассоциация японоведов», Международной ассоциации преподавателей японского языка России и СНГ, Общероссийского общества прикладной лингвистики.

## Научная деятельность
Сфера научных интересов — разработка лингвокультурологического подхода к обучению японскому языку и проблемы межкультурной коммуникации.
Публикации 70-х годов отражают внимание исследователя к фонетике японского языка, в частности, к такому явлению как просодия, характеризующему особенности произношения (высота, придыхание, длительность, глоттализация и др.). Этой проблематике посвящена кандидатская диссертация «К вопросу о просодических явлениях в японском языке: экспериментальное исследование».
Начиная с 2000-х годов в исследованиях начинает преобладать культурологическая составляющая. Публикуются работы, посвященные отдельным аспектам "концептосферы «человек», что в 2006 г. увенчалось защитой докторской диссертации по данной тематике. Автор считает, что японская грамматика и, шире, весь язык и языковой дискурс, являются лучшим зеркалом японского менталитета. Исследование практически любых лексических комплексов может дать материал для выводов о сути японского мировоззрения. Этой проблеме посвящен ряд статей о лексике, обозначающей животных в японском языке, особенностях смеха и молчания. По Т. М. Гуревич, «японцев называют носителями традиционной культуры молчания, культуры бесстрастной коммуникации, имеющей минимальные внешние проявления», и эта особенность не изжита в процессе вестернизации.
В 2011 г. Гуревич был издан «Японско-русский учебный словарь ёдзидзюкуго», обобщающий ёдзидзюкуго, т.е сочетания четырёх иероглифов, часто обозначающих идиому. Издание такого профиля является уникальным для отечественного японского языкознания.

## Основные работы
- Страноведение: Методическое пособие. М.: ВКШ КГБ, 1983. 219 с.
- Японский язык и японцы. Лингвокультурологическое пособие по японскому языку на материале фразеологических единиц. М.: Триада, 2003. 125 с.[1]
- Неговорение в японском дискурсе // Восток — Запад. М., 2005. С. 299—308.
- Человек в японском лингвокультурном пространстве. М.: МГИМО-Университет, 2005. 201 с.
- Японско-русский учебный словарь ёдзидзюкуго. М.: Моногатари, 2011. 144 с.
- Полвека в японоведении. М.: Моногатари, 2013. 334 с. (соавт. Алпатов В. М., Корчагина Т. И., Нечаева Л. Т., Стругова Е. В.)
- Особенности японского юмора и смеха // Вопросы японоведения. № 5. 2014. С. 45-52.
- Мир фауны в японском языке // Материалы конференции «Японский язык в вузе» (март, 2015 г.). М., 2015. С. 23-34.
- Японский язык: учебное пособие. М.: МГИМО МИД России, 2015. 164 с. (соавт. Изотова Н. Н.)
- Японский язык. Стратегия и тактика делового общения. // М.: ВКН, 2016. 272 с.
- Японский HOMO RIDENS // Вестник МГУ. Сер. 19. 2017. № 1.
- Россия и Япония: культура сближает (лингвокультурологическое учебное пособие по японскому языку). М.: МГИМО-Университет, 2018. 260 с. (соавт. с др.)
- Ложь в русской и японской культуре: морально-нравственный аспект // Вестник Московского университета. Серия 19: Лингвистика и межкультурная коммуникация. 2019. № 1. С. 167—174. (соавт. Брюхова Е. И.)[4][2]